# 한국장로교신학회

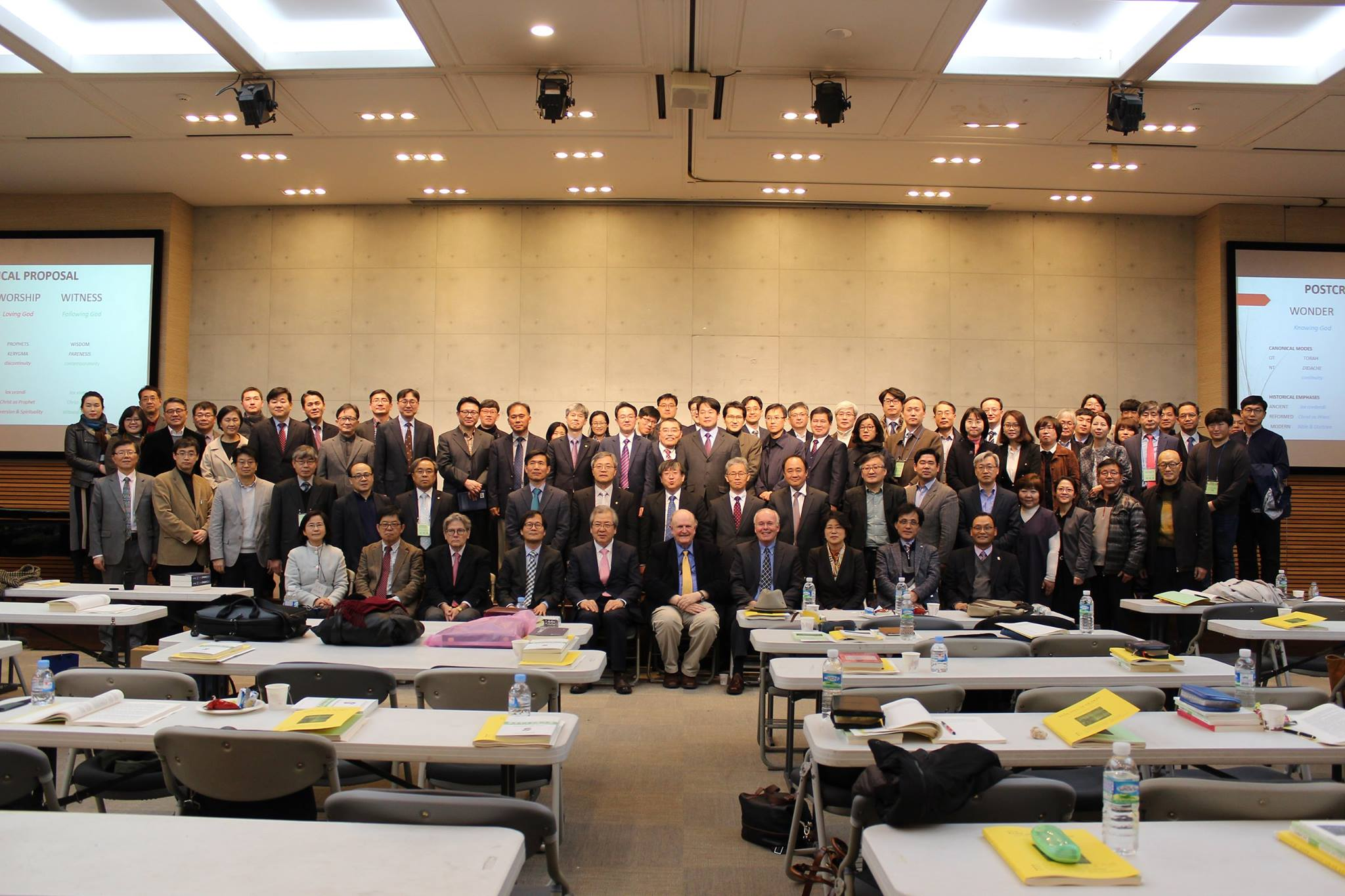
강의한 우드브릿지 박사와 좌측에 설교자 오정호 목사. 한국장로교신학회, 한국복음주의 역사신학회와 한국교회사학회 온누리교회 양재동, 2017년 3월 15일

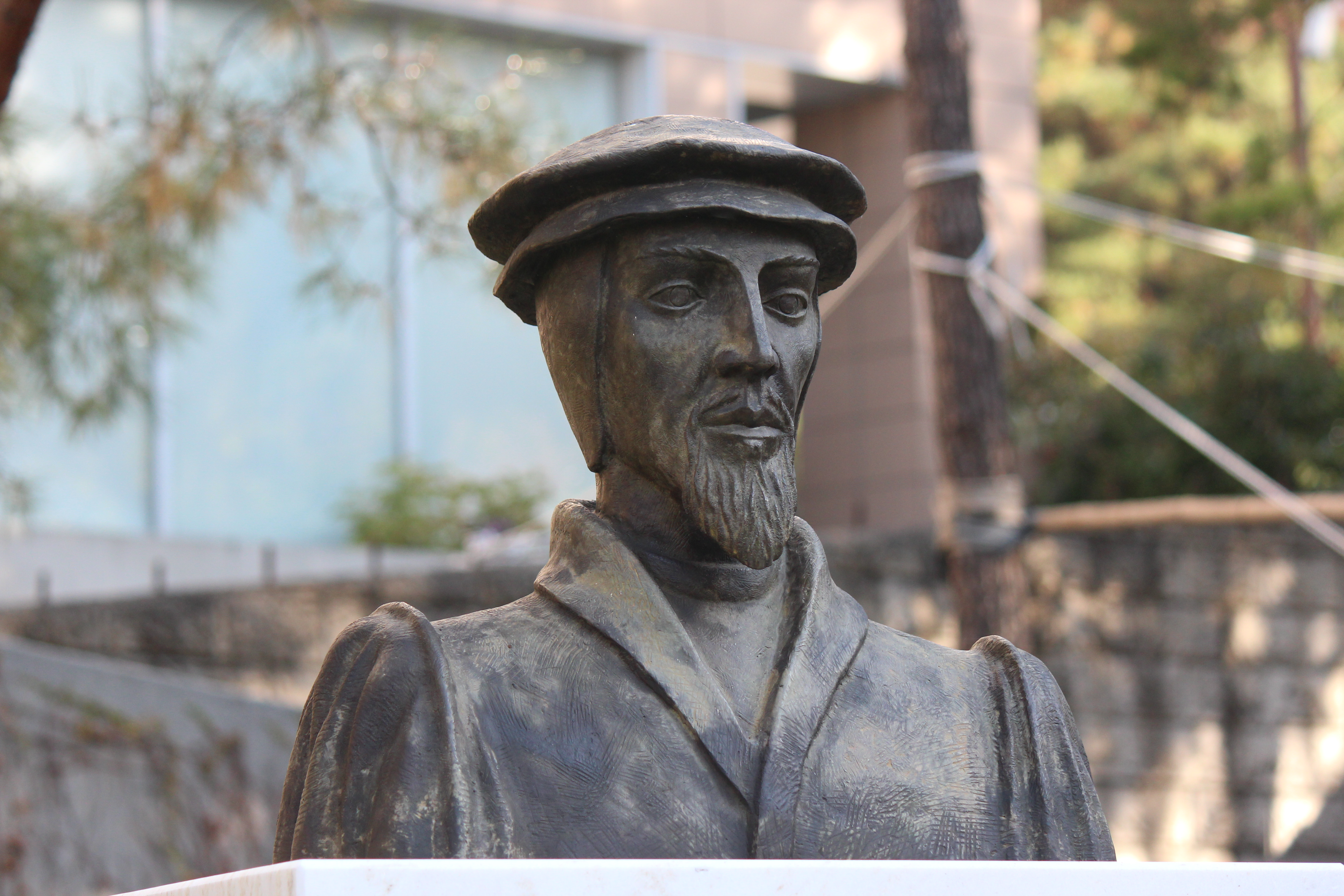
장로교신학의 완성자인 장 칼뱅 동상

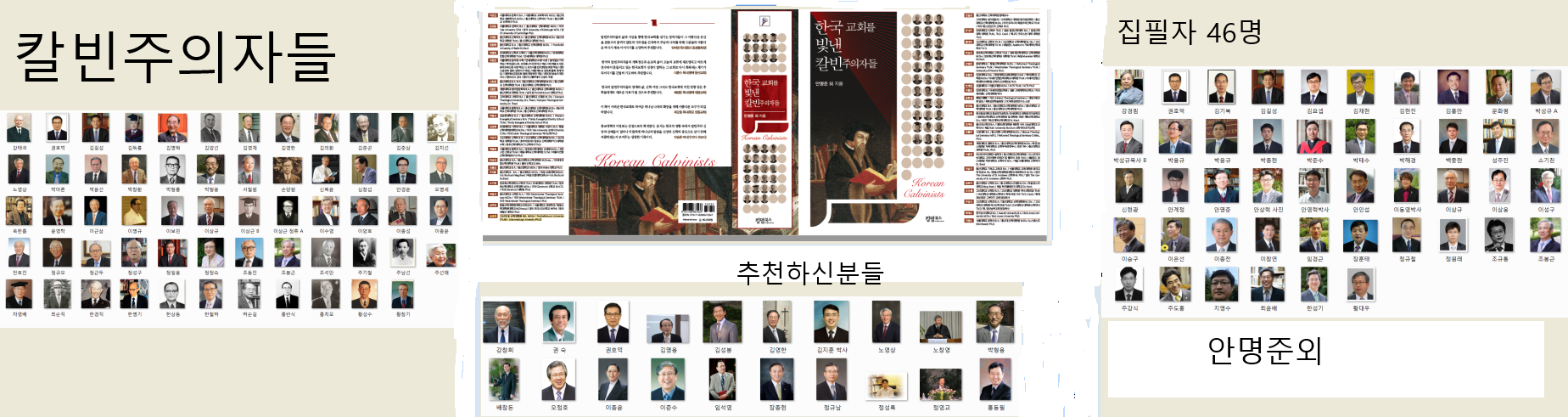
한국의 칼빈주의자들

한국장로교신학회(韓國長老敎神學會)는 한국장로교총연합회 산하에 있는 신학회로서 각 교단 장로회간의 연합 사업과 복음선교, 사회봉사를 통하여 민족복음화를 이룩하고 연합적으로 상호간의 친목을 도모하여 협력함을 돕기 위하여 2002년 이종윤 박사를 비롯한 여러 학자들에 의해서 창립되어 신학적 연구와 활동을 하는 학회이다. 일년에 2차례 정기 발표회를 가지고 학회지를 출판하고 있다.학회로는 <장로교회와 신학>이 발행되고 있다. 회장은 박응규이며 부회장은 안상혁, 김요섭, 권오윤, 박태수, 박성환이며 김호욱, 총무 는 김성욱 박사 협동총무로 이금석, 우병훈, 서기는 이남규, 회계는 김효남, 감사에 이성호, 그리고 학회지 편집위원장은 김은수이다. 요한칼빈탄생500주년기념사업회에서 선정한 올해의 신학자를 이 학회에서 시상식을 갖는다.

## 임원(2025. 5. 10 - )
- 회장: 박응규
- 부회장: 안상혁(합신대), 김요섭 (총신대학교 ), 권오윤 (ACTS), 박태수(한국성서대학교), 박성환(한국성서대학교), 김호욱
- 총무: 김성욱(웨스트민스터신대원)
- 협동총무: 이금석(국제신대원), 우병훈(고신대학교)
- 서기: 이남규(한국성대학교)
- 회계: 김효남(총신대학교)
- 감사: 이성호((고신대학교)

## 역대회장
- 이종윤, 오덕교, 이상규, 이승구[5], 안명준, 박용규. 이은선

## 고문
- 이종윤, 오덕교, 이상규, 김성봉, 이승구, 안명준, 최윤배(전 장신대학교), 연규홍(한신대학교), 박용규, 이은선

## 학회지

#### <장로교회와 신학>(ISSN 2005-9647) 편집위원
- 위원장: 김은수(백석대)
- 위원: 조병하(백석대), 김병훈(합신대), 이신열(고신대), 유태화(백석대), 유창형(칼빈대), 김의창(횃불트리니티대)

## 올해의 신학자 역대 수상자
- 2009년 제 1회 이양호 박사
- 2010년 제 2회 권호덕 박사
- 2012년 제 3회 이상규 박사
- 2013년 제 4회 이승구 박사
- 2014년 제 5회 오덕교 박사
- 2015년 제 6회 이은선 박사
- 2017년 제 7회 장세훈 박사
- 2018년 제 8회 노영상 박사
- 2020년 제 9회 안명준 박사[6]
- 2022년 제 10회 이신열 박사
- 2025년 제 11회 김병훈 박사

## 한국장로교신학회 사진들

한국장로교신학회 모임 사진들
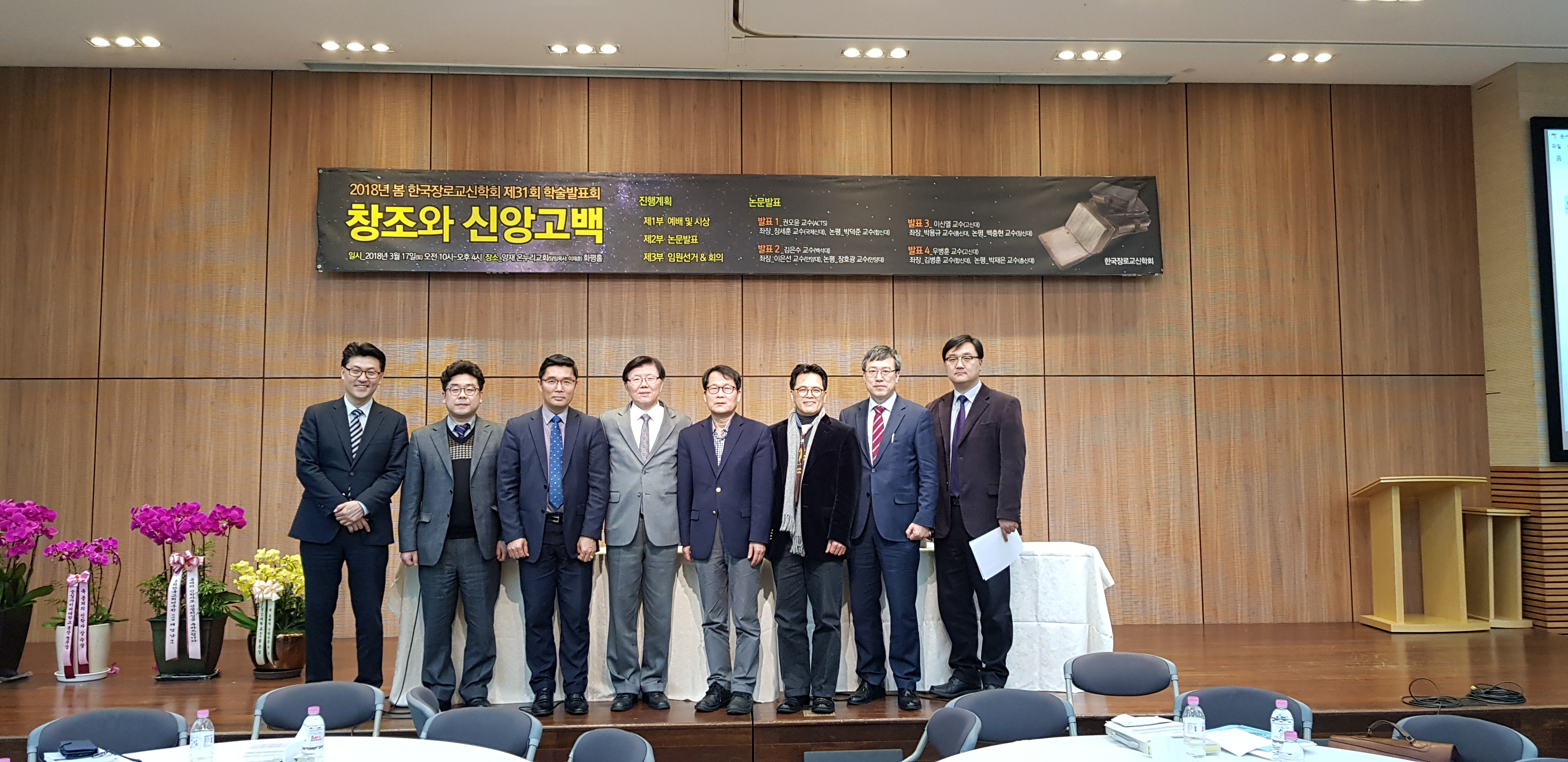
한국장로교신학회 새 임원진 2018년 3월 17일
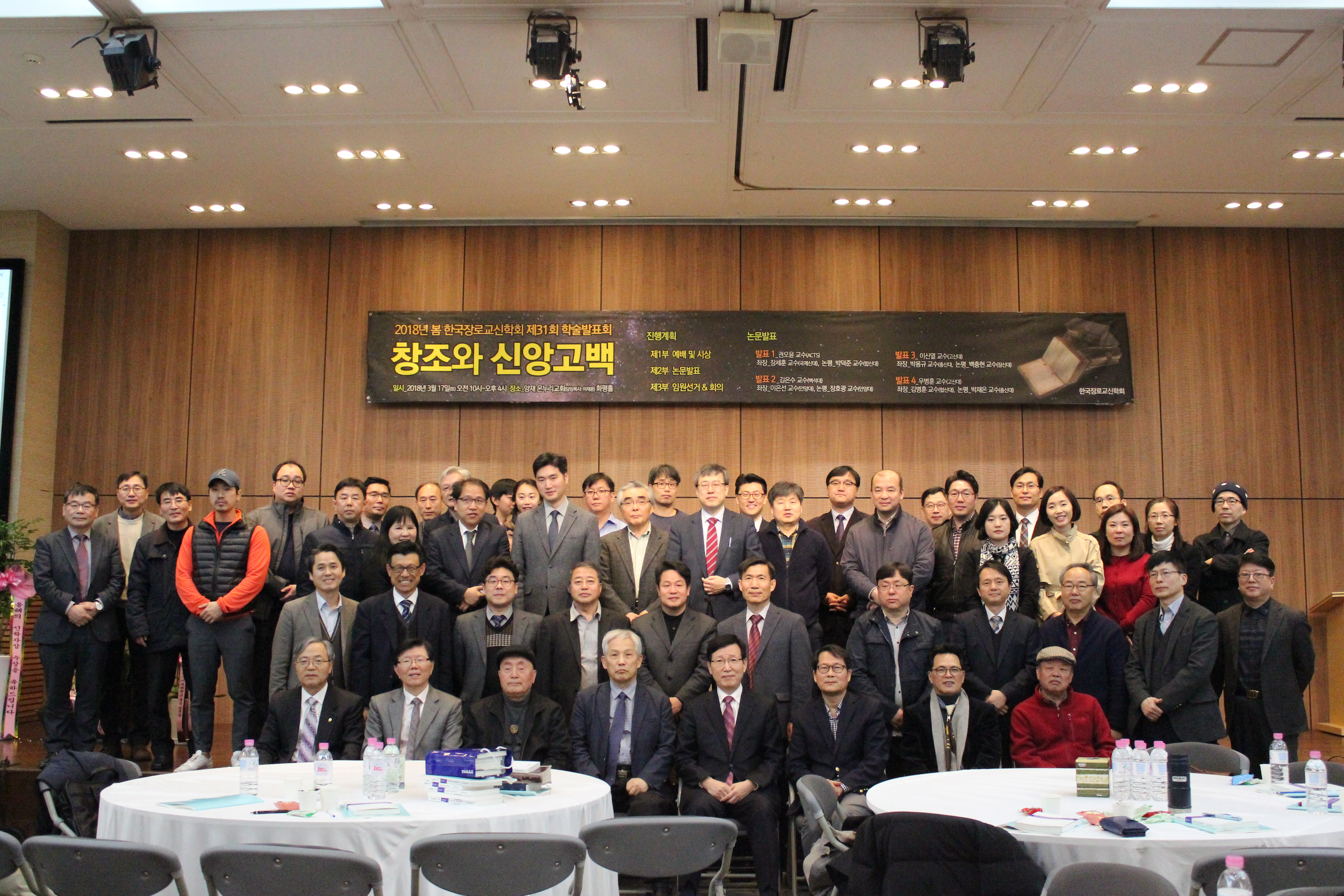
한국장로교신학회 제 31회 온누리교회 2018년 3월 17일
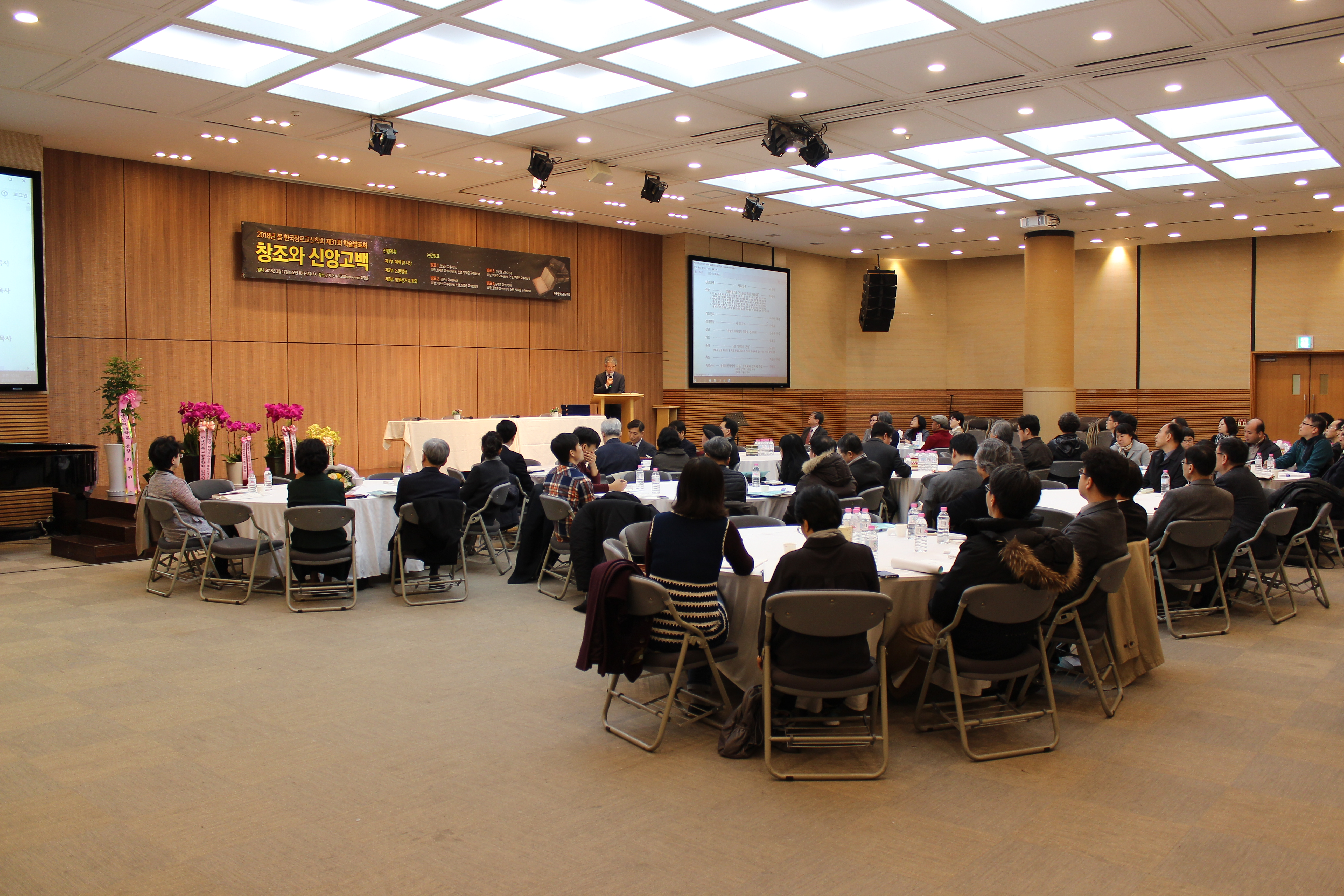
한국장로교신학회 예배, 설교자 김성봉 박사, 온누리교회 2018년 3월 17일
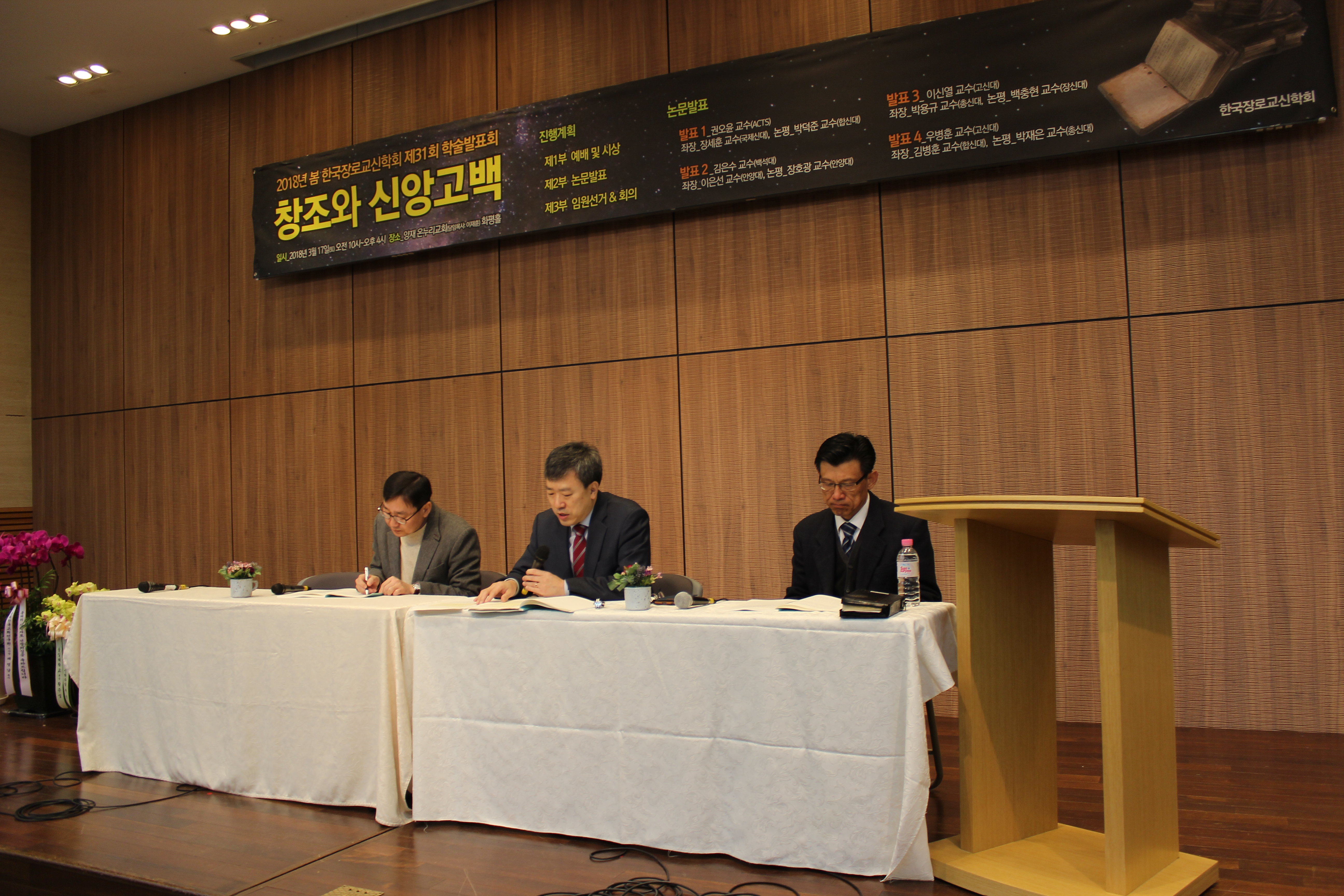
발표자 권오윤 박사(아신대)와 좌장 장세훈 박사(국제대)와 논평자 박덕준 박사(합신대) 온누리 교회 2018년 3월 17일
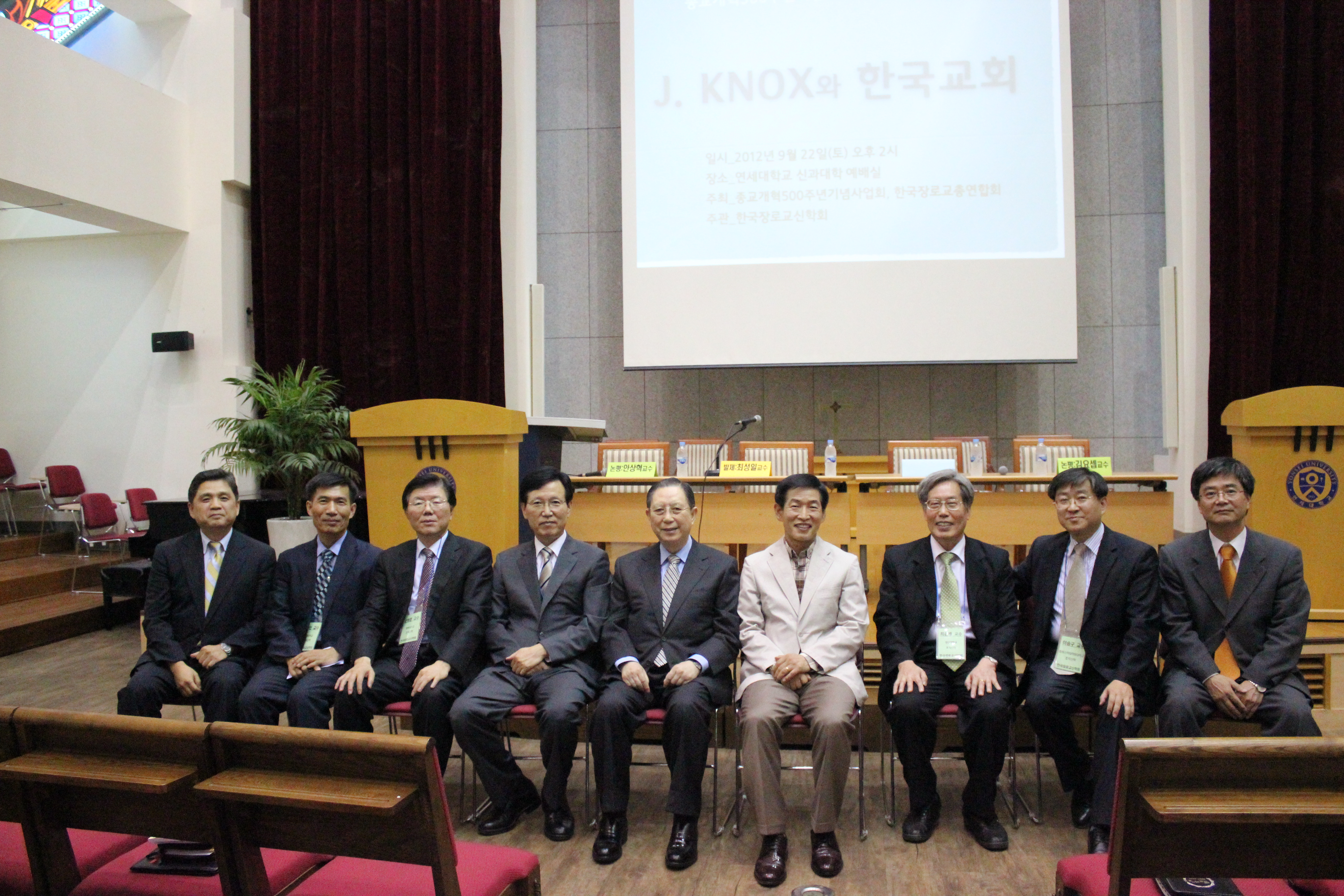
한국장로교신학회 임원들 2012-3-28 연세대학교]
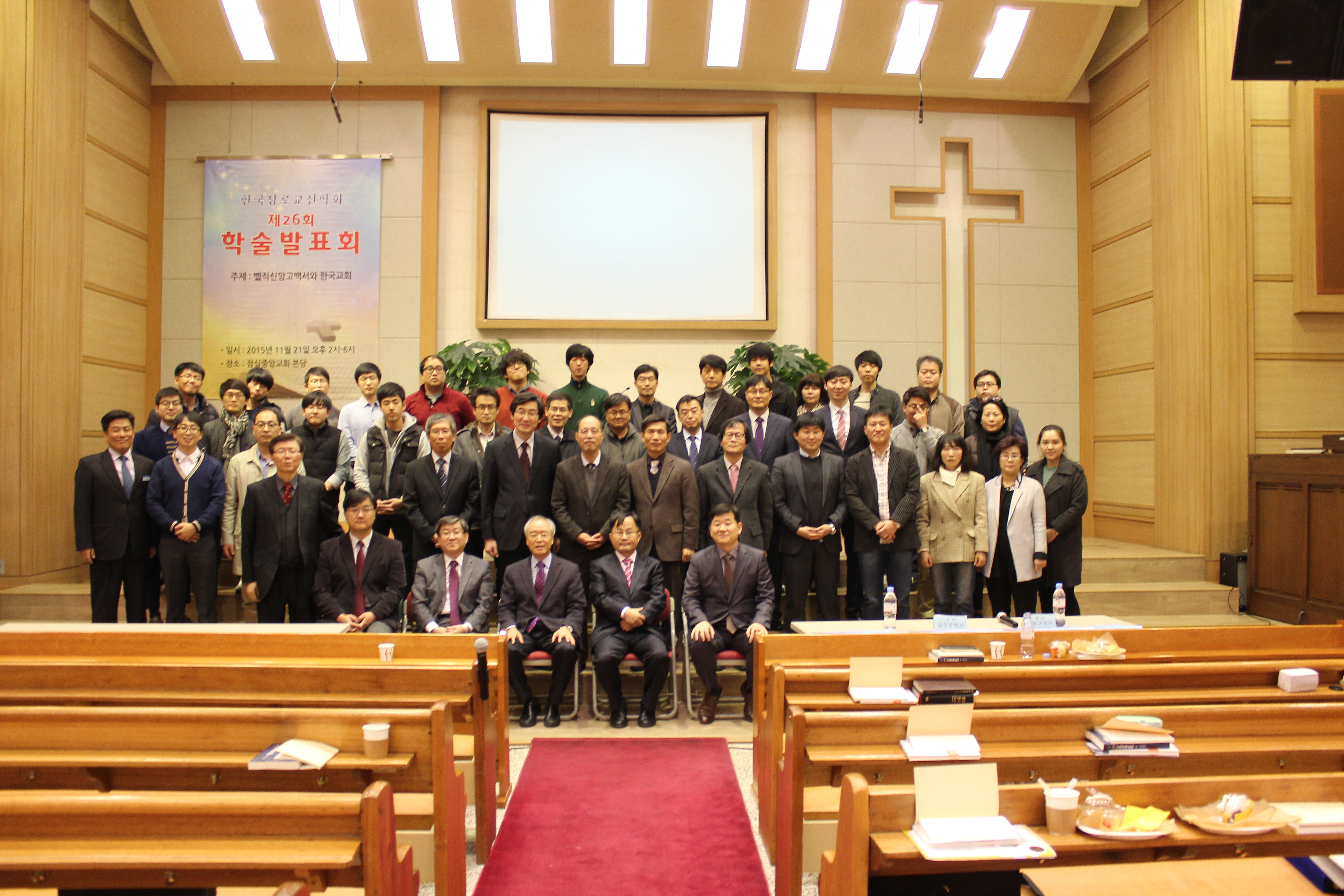
한국장로교신학회 제 26회 모임 날짜: 2015년 11월 21일 장소: 잠실중앙교회
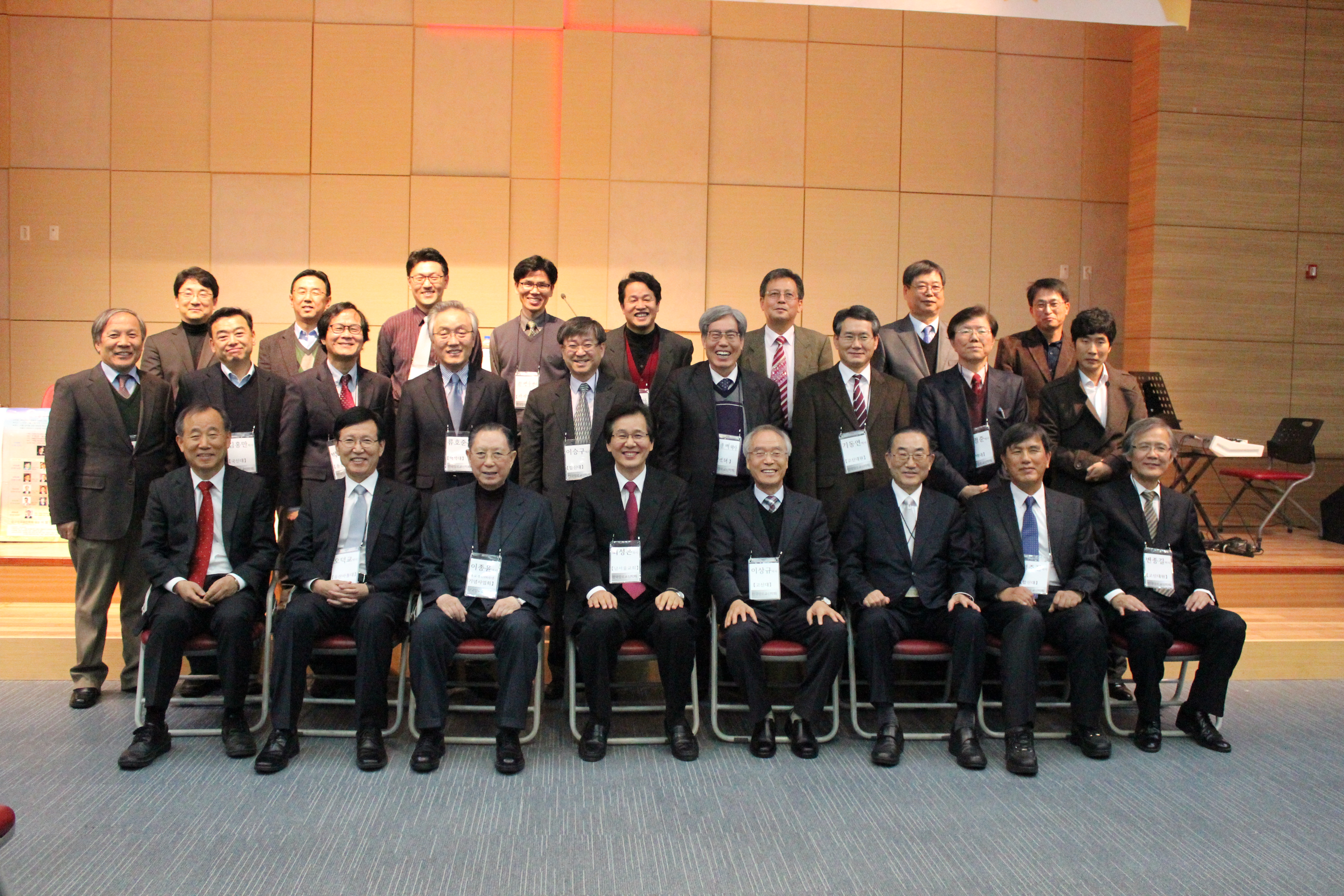
한국장로교신학회 단체사진 2014-11-22 남서울교회
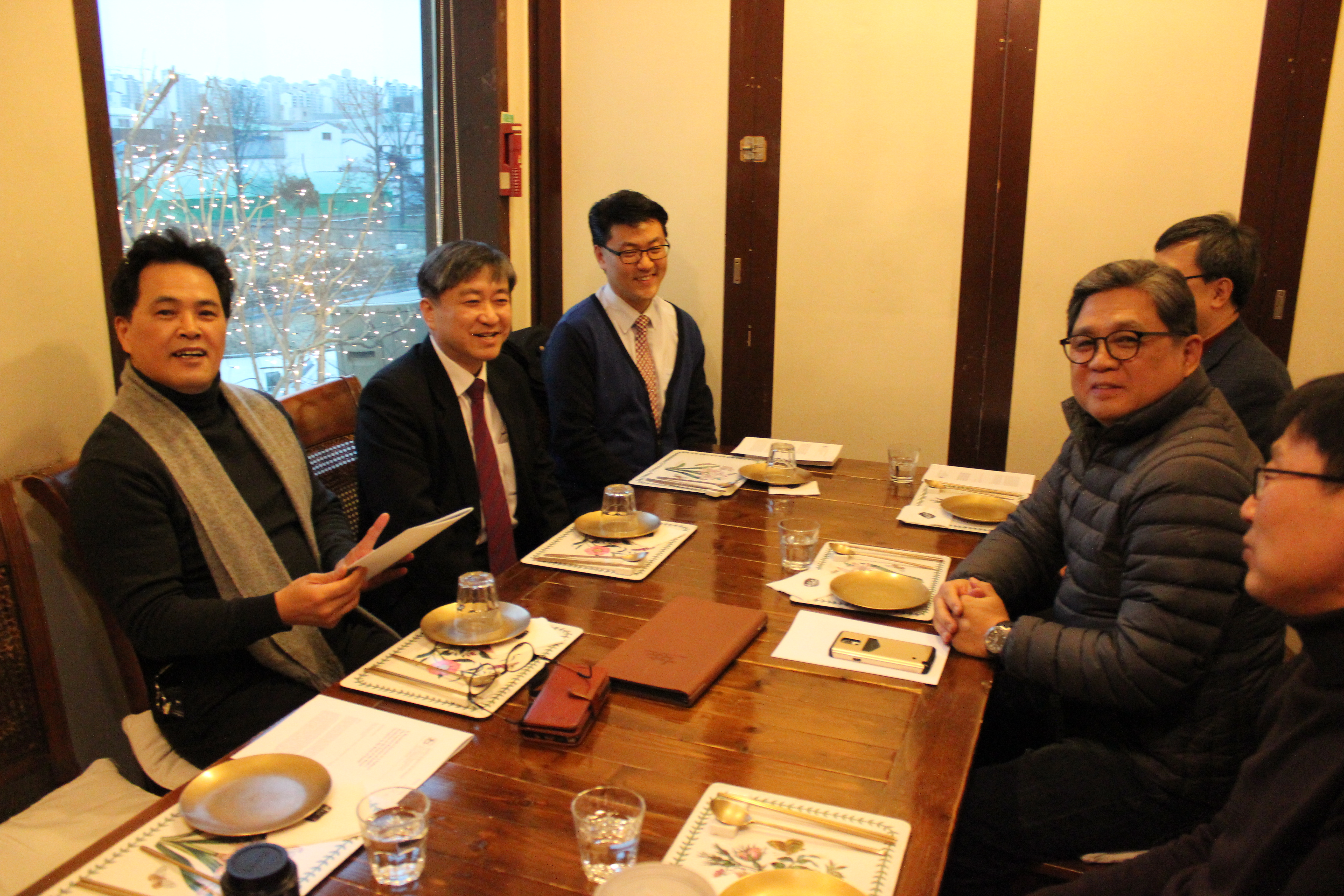
한국장로교신학회임원들 용인시 기흥호수 2017-12-1
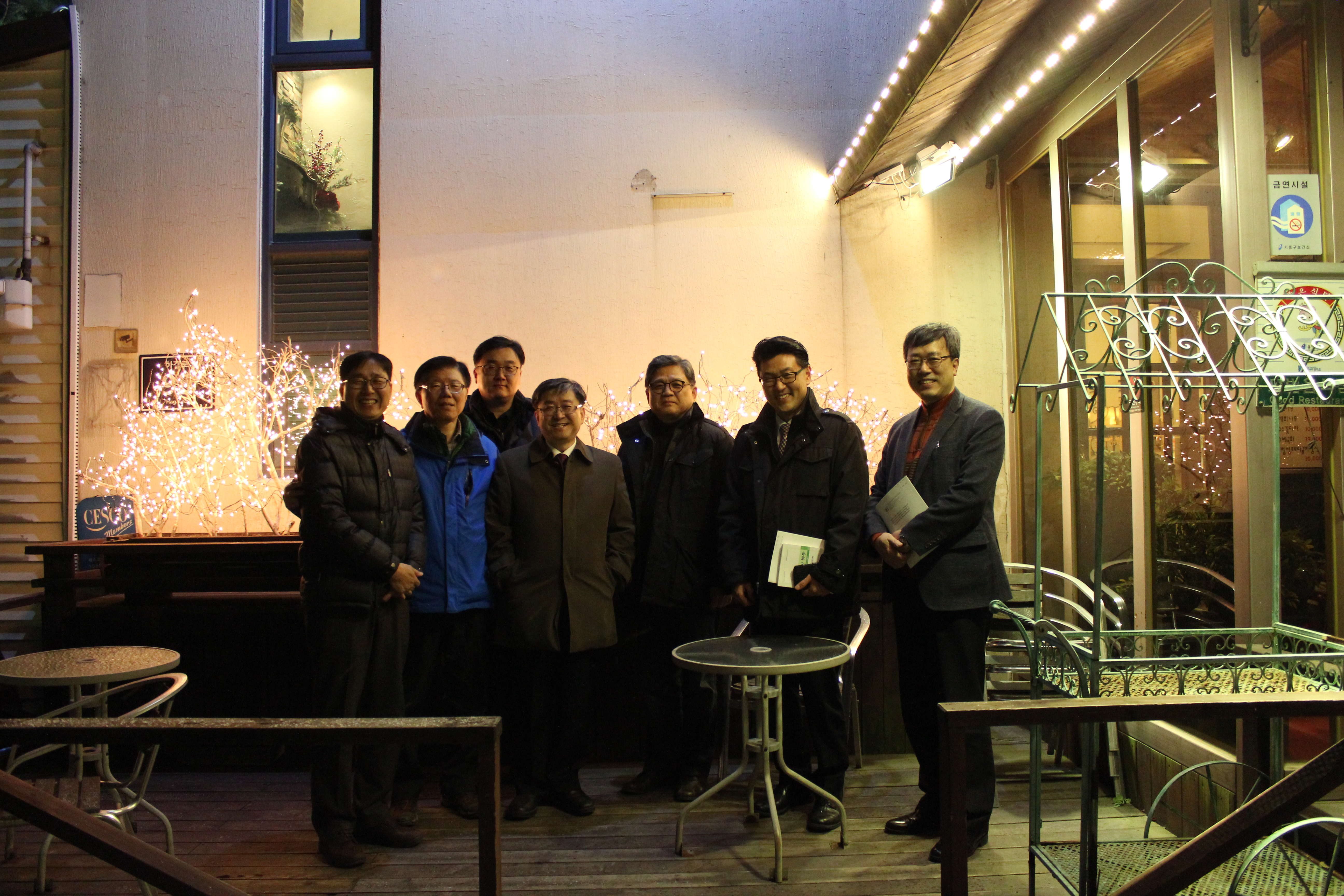
한국장로교신학회임원들 용인시 기흥호수 2017-12-1
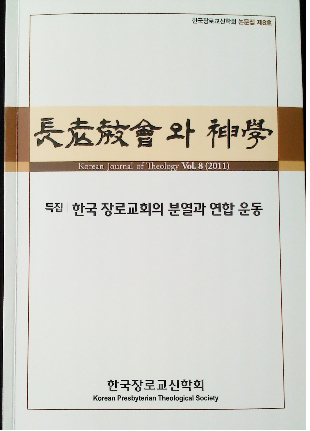
한국장로교신학회 학회지 <장로교회와 신학>

## 같이 보기
- CBS기독교방송
- 요한칼빈탄생500주년기념사업회
- 한국개혁신학회
- 개혁신학회
- 한국복음주의신학회
- 한국복음주의조직신학회
- 한국조직신학회
- 한국칼빈학회
- 한국복음주의선교신학회
- 한국장로교총연합회
- 세계칼빈학회
- 세계개혁신학회
- 한국성경신학회
- 한국개혁주의연구소
- 이종윤
- 오덕교
- 이상규
- 이승구
- 안명준
- 장 칼뱅
- 장 칼뱅의 신학
- 칼뱅주의